# Golden Raspberry Awards 2010
De Golden Raspberry Awards 2010 uitreiking vond plaats op 26 februari 2011 in Hollywood, ter ere van de slechtste prestaties op het gebied van film in 2010. De nominaties werden op 24 januari 2011 bekendgemaakt. Het is de 31e editie van dit evenement.

## Genomineerden en winnaars
| Winnaar* |

| Categorie                            | Nominaties |
| ------------------------------------ | --- |
| Slechtste Film                       | The Last Airbender (Paramount) |
| Slechtste Film                       | Sex and the City 2 (Warner Bros./New Line Cinema/HBO Pictures)                                                                                     |
| Slechtste Film                       | The Bounty Hunter (Columbia) |
| Slechtste Film                       | The Twilight Saga: Eclipse (Summit Entertainment)                                                                                                  |
| Slechtste Film                       | Vampires Suck (20th Century Fox) |
| Slechtste Acteur                     | Ashton Kutcher in Killers en Valentine's Day |
| Slechtste Acteur                     | Gerard Butler in The Bounty Hunter |
| Slechtste Acteur                     | Jack Black in Gulliver's Travels |
| Slechtste Acteur                     | Robert Pattinson in Remember Me en The Twilight Saga: Eclipse                                                                                      |
| Slechtste Acteur                     | Taylor Lautner in The Twilight Saga: Eclipse en Valentine's Day                                                                                    |
| Slechtste Actrice                    | het quattro: Sarah Jessica Parker, Kim Cattrall, Kristin Davis en Cynthia Nixon in Sex and the City 2                                              |
| Slechtste Actrice                    | Jennifer Aniston in The Bounty Hunter en The Switch                                                                                                |
| Slechtste Actrice                    | Kristen Stewart in The Twilight Saga: Eclipse |
| Slechtste Actrice                    | Megan Fox in Jonah Hex |
| Slechtste Actrice                    | Miley Cyrus in The Last Song |
| Slechtste Mannelijke Bijrol          | Jackson Rathbone in The Last Airbender en The Twilight Saga: Eclipse                                                                               |
| Slechtste Mannelijke Bijrol          | Billy Ray Cyrus in The Spy Next Door |
| Slechtste Mannelijke Bijrol          | Dev Patel in The Last Airbender |
| Slechtste Mannelijke Bijrol          | George Lopez in Marmaduke, The Spy Next Door en Valentine's Day                                                                                    |
| Slechtste Mannelijke Bijrol          | Rob Schneider in Grown Ups |
| Slechtste Vrouwelijke Bijrol         | Jessica Alba in The Killer Inside Me, Meet the Parents: Little Fockers, Machete en Valentine's Day                                                 |
| Slechtste Vrouwelijke Bijrol         | Barbra Streisand in Meet the Parents: Little Fockers                                                                                               |
| Slechtste Vrouwelijke Bijrol         | Cher in Burlesque |
| Slechtste Vrouwelijke Bijrol         | Liza Minnelli in Sex and the City 2 |
| Slechtste Vrouwelijke Bijrol         | Nicola Peltz in The Last Airbender |
| Slechtste Acteurduo / Acteurploeg    | De hele cast van Sex and the City 2 |
| Slechtste Acteurduo / Acteurploeg    | De hele cast van The Last Airbender |
| Slechtste Acteurduo / Acteurploeg    | De hele cast van The Twilight Saga: Eclipse |
| Slechtste Acteurduo / Acteurploeg    | Jennifer Aniston en Gerard Butler in The Bounty Hunter                                                                                             |
| Slechtste Acteurduo / Acteurploeg    | Josh Brolin's gezicht en Megan Fox's accent in Jonah Hex                                                                                           |
| Slechtste Remake, Rip-off of Vervolg | Sex and the City 2 |
| Slechtste Remake, Rip-off of Vervolg | Clash of the Titans |
| Slechtste Remake, Rip-off of Vervolg | The Last Airbender |
| Slechtste Remake, Rip-off of Vervolg | The Twilight Saga: Eclipse |
| Slechtste Remake, Rip-off of Vervolg | Vampires Suck |
| Slechtste Regisseur                  | M. Night Shyamalan voor The Last Airbender |
| Slechtste Regisseur                  | David Slade voor The Twilight Saga: Eclipse |
| Slechtste Regisseur                  | Jason Friedberg en Aaron Seltzer voor Vampires Suck                                                                                                |
| Slechtste Regisseur                  | Michael Patrick King voor Sex and the City 2 |
| Slechtste Regisseur                  | Sylvester Stallone voor The Expendables |
| Slechtste Script                     | The Last Airbender (geschreven door M. Night Shyamalan, gebaseerd op de tv-reeks ontworpen door Michael Dante DiMartino en Bryan Konietzko)        |
| Slechtste Script                     | Meet the Parents: Little Fockers (geschreven door John Hamburg en Larry Stuckey, gebaseerd op karakters van Greg Glienna en Mary Ruth Clarke)      |
| Slechtste Script                     | Sex and the City 2 (geschreven door Michael Patrick King, gebaseerd op een tv-serie van Darren Star)                                               |
| Slechtste Script                     | The Twilight Saga: Eclipse (script van Melissa Rosenberg, gebaseerd op de boeken van Stephenie Meyer)                                              |
| Slechtste Script                     | Vampires Suck (geschreven door Jason Friedberg en Aaron Seltzer), gebaseerd op verhaallijnen en karakters uit de Twilight-saga van Stephenie Meyer |
| Slechtste gebruik van 3D             | The Last Airbender |
| Slechtste gebruik van 3D             | Cats & Dogs: The Revenge of Kitty Galore |
| Slechtste gebruik van 3D             | Clash of the Titans |
| Slechtste gebruik van 3D             | Saw 3D |
| Slechtste gebruik van 3D             | The Nutcracker in 3D |

1980 ·
1981 ·
1982 ·
1983 ·
1984 ·
1985 ·
1986 ·
1987 ·
1988 ·
1989 ·
1990 ·
1991 ·
1992 ·
1993 ·
1994 ·
1995 ·
1996 ·
1997 ·
1998 ·
1999 ·
2000 ·
2001 ·
2002 ·
2003 ·
2004 ·
2005 ·
2006 ·
2007 ·
2008 ·
2009 ·
2010 ·
2011 ·
2012 ·
2013 ·
2014 ·
2015 ·
2016 ·
2017 ·
2018 ·
2019 ·
2020 ·
2021 ·
2022 ·
2023 ·
2024